# Cantone di La Roche-sur-Yon-Sud
Il Cantone di La Roche-sur-Yon-Sud era una divisione amministrativa dell'arrondissement di La Roche-sur-Yon.
È stato soppresso a seguito della riforma complessiva dei cantoni del 2014, che è entrata in vigore con le elezioni dipartimentali del 2015.
Comprendeva parte della città di La Roche-sur-Yon e i comuni di:
- Aubigny
- Chaillé-sous-les-Ormeaux
- La Chaize-le-Vicomte
- Les Clouzeaux
- Fougeré
- Nesmy
- Saint-Florent-des-Bois
- Le Tablier
- Thorigny